# برساخت اجتماعی بدن
برساخت اجتماعی بدن (به انگلیسی: Social construction of the body) فرضیه‌ای است که تایید می کند رابطه بین بدن و زمینه اجتماعی-فرهنگی به هر دو معنا رخ می دهد و جامعه و فرهنگ تا حدی بر شکل گیری اعضای آن تأثیر می گذارد.
بدن به یک ساختار اجتماعی تبدیل شده است که رشته‌های متعددی در تحدید حدود آن شرکت داشته اند. بنابراین می توان از طب و دین به عنوان عواملی که به طور سنتی اثرگذار بوده‌اند، همراه با قوانین شهرنشینی و مؤسسات آموزشی نام برد. این چهار عامل در حال ساخت مدلی بوده‌اند که هر فردی به عنوان مرجع آن را دارد.
به گفته برایان اس. ترنر برساخت اجتماعی بدن عبارت است از:

نزدیک ترین و بی واسطه‌ترین ویژگی خود اجتماعی من، ویژگی ضروری موقعیت اجتماعی و هویت شخصی من و در عین حال جنبه‌ای از بیگانگی شخصی من در محیط طبیعی